# Las Iguanas, Jamapa
Las Iguanas är en ort i Mexiko.   Den ligger i kommunen Jamapa och delstaten Veracruz, i den sydöstra delen av landet, 300 km öster om huvudstaden Mexico City. Las Iguanas ligger 25 meter över havet och antalet invånare är 146.
Terrängen runt Las Iguanas är platt. Runt Las Iguanas är det ganska glesbefolkat, med 39 invånare per kvadratkilometer. Närmaste större samhälle är Las Amapolas, 16,1 km nordost om Las Iguanas. Omgivningarna runt Las Iguanas är en mosaik av jordbruksmark och naturlig växtlighet.